# كلاوديو فالكاو
كلاوديو فالكاو (3 يوليو 1994 في البرازيل - ) هو لاعب كرة قدم برازيلي في مركز الوسط.

## وصلات خارجية
- كلاوديو فالكاو على موقع قاعدة بيانات كرة القدم.إي يو (الإنجليزية)
- كلاوديو فالكاو على موقع Soccerway.com (الإنجليزية)